# From the Inside (píseň)
„From the Inside“ je píseň americké rockové skupiny Linkin Park. Byla vydána jako čtvrtý singl z jejich druhého alba Meteora. Na desce se objevuje jako desátá skladba.

## Videoklip
Videoklip režíroval člen kapely Joe Hahn. Odehrává se během nepokojů. Uprostřed vzpoury chodí a zpívají Mike Shinoda a Chester Bennington. Zbytek kapely se objevuje při hře na své nástroje uprostřed města, kde se odehrává vzpoura. V centru videa je dítě, které je během chaosu opuštěno svým opatrovníkem. Dítě bloudí uprostřed vzpoury. Dítě vykřikne, čímž srazí celý dav na zem a zastaví tak vzpouru. Ke konci videa se dítě podívá na zkázu, usměje se a pak znovu vykřikne.
Videoklip byl natočen na začátku září 2003 v Praze.

## Seznam skladeb
| Pořadí | Název                             | Délka |
| ------ | --------------------------------- | ----- |
| 1.     | "From the Inside"                 | 2:53  |
| 2.     | "Runaway" (Live in Texas)         | 3:07  |
| 3.     | "From the Inside" (Live in Texas) | 3:00  |

## Obsazení

### Linkin Park
- Chester Bennington – zpěv
- Rob Bourdon – bicí
- Brad Delson – sólová kytara
- Dave "Phoenix" Farrell – basová kytara
- Joe Hahn – gramofony, samplery
- Mike Shinoda – klávesy, rap, rytmická kytara